# Benelli M1
Benelli M1 Super 90 — итальянское полуавтоматическое ружьё производства компании Benelli Armi S.P.A..

## Описание
Использует запатентованную систему использования отдачи компании Benelli. Изготавливается с широким применением алюминиевых сплавов, имеются варианты с обычной и с пистолетной рукоятками. Может комплектоваться обычным или диоптрическим прицелами. Обладает возможностью установки дополнительного оборудования: тактических фонарей, лазерных целеуказателей и т. п.

## Варианты и модификации
Выпускается в нескольких версиях для гражданского, полицейского или военного применения.
На основе конструкции разработаны ружья Benelli M2, Benelli M3 Super 90 и Benelli M4 Super 90.